# Katie Grimes
Katie Grimes (ur. 8 stycznia 2006 w Las Vegas) – amerykańska pływaczka specjalizująca się w pływaniu długodystansowym. Czterokrotna medalistka mistrzostw świata, oraz srebrna medalistka olimpijska z Paryża. 
Srebrna medalistka na 400 metrów stylem zmiennym, na Igrzyskach Olimpijskich w Paryżu (2024), gdzie przegrała jedynie z wielokrotną mistrzynią i rekordzistką, kanadyjką – Summer McIntosh.
Mając 15 lat brała udział w igrzyskach w Tokio, jako najmłodszy uczestnik drużyny USA. Zajęła 4. miejsce na 800 m stylem dowolnym.  